# Teatro San Benedetto
Teatro San Benedetto (Teatro Venier, Teatro Gallo, Teatro Rossini) bylo v 18. století jedním z nejvýznamnějších divadel a operních domů v Benátkách.

## Historie divadla
Malé, elegantní divadlo postavil Michele Grimani na pozemku patřícím rodině Venierů. Bylo otevřeno 26. prosince 1755 představením opery Zoe skladatele Gioacchina Cocchi. V roce 1766 přešlo vlastnictví divadla z rodiny Grimaldi na konsorcium benátských šlechtických rodin, které vlastnily jednotlivé divadelní lóže. Původně bylo divadlo kruhového půdorysu. Po požáru v roce 1773 byla přestavěno do tradičního podkovovitého tvaru. V roce 1786 muselo konsorcium vlastníků divadlo na základě soudního rozhodnutí postoupit divadlo rodině Vernierů a bylo přejmenováno na Teatro Venier in San Benedetto, zkráceně Teatro Venier. V roce 1810 získal divadlo impresário Giovanni Gallo a změnilo název na Teatro Gallo. Jeho synové, kteří je zdědili v roce 1847, změnili název na počest skladatele Gioachina Rossiniho v roce 1868 na Teatro Rossini.
V divadle byly uváděny převážně opery stylu opera seria a až do vybudování divadla La Fenice bylo nejvýznamnějším benátským divadlem. Konaly se v něm premiéry více než 140 oper včetně Rossiniho oper Italka v Alžíru a Eduardo e Cristina či opery Demofoonte, Josefa Myslivečka. V roce 1854 zde byla po fiasku prvního představení v La Fenice, úspěšně nastudována opera Giuseppe Verdiho La traviata.
V roce 1937 bylo divadlo zcela přestavěno pro účely filmových představení. Získalo i novou fasádu podle návhu architekta Carlo Scarpa. Vzniklo tak Cinema Rossini. Kino bylo uzavřeno v roce 2007 a po další přestavbě v roce 2010 zde vznikl multiplex Rosini (Cinema multisala Rossini di Venezia).

## Preméry v divadle San Benedetto
- Zoe, hudba Gioacchino Cocchi, 1755
- L'Angelica, hudba Francesco Brusa, 1756
- La Semiramide riconosciuta, hudba Francesco Brusa, 1756
- Catone in Utica, hudba Vincenzo Legrenzio Ciampi, 1756
- Adriano in Siria, hudba Francesco Brusa, 1757
- Sesostri, hudba Baldassare Galuppi, 1757
- Nitteti, hudba Johann Adolf Hasse, 1758
- Gianguir, hudba Vincenzo Legrenzio Ciampi, 1759
- La clemenza di Tito, hudba Giuseppe Scarlatti, 1760
- Olimpiade, hudba Gregorio Sciroli, 1760
- Artaserse, hudba Gian Francesco de Majo, 1762
- Antigono, hudba Baldassare Galuppi, 1762
- Alessandro Severo, hudba Antonio Sacchini, 1763
- Merope, hudba Gaetano Latilla, 1763
- Adriano in Siria, hudba Pietro Alessandro Guglielmi, 1765
- Artaserse, hudba Giuseppe Ponzo, 1766
- L'Olimpiade, hudba Francesco Brusa, Pietro Alessandro Guglielmi a Antonio Gaetano Pampani, 1767
- Il re pastore, hudba Pietro Alessandro Guglielmi, 1767
- Ezio, hudba Ferdinando Bertoni, 1767
- Antigono, hudba Gian Francesco de Majo, 1767
- Arsace, hudba Carlo Franchi, 1768
- Il Demetrio, hudba Antonio Gaetano Pampani, 1768
- Alessandro in Armenia, hudba Giovanni Battista Borghi, 1768
- Demofoonte, hudba Josef Mysliveček, 1769
- Alessandro Severo, hudba Antonio Sacchini, 1769
- Ezio, hudba Gian Francesco de Majo, 1769
- Cajo Mario, hudba Pasquale Anfossi, 1770
- Didone abbandonata, hudba Gian Francesco de Majo, 1770
- Vologeso, hudba Giuseppe Colla, 1770
- Siroe, hudba Giovanni Battista Borghi, 1771
- Adriano in Siria, hudba Antonio Sacchini, 1771
- Il matrimonio per astuzia , hudba Andrea Luchesi, 1771
- Andromaca, hudba Ferdinando Bertoni, 1771
- Artaserse, hudba Vincenzo Manfredini, 1772
- Ezio, hudba Giuseppe Gazzaniga, 1772
- Motezuma, hudba Baldassare Galuppi, 1772
- Merope, hudba Giacomo Insanguine, 1772
- Antigono, hudba Pasquale Anfossi, 1773
- Solimano, hudba Johann Gottlieb Naumann, 1773
- Ricimero, hudba Giovanni Battista Borghi, 1773
- La villanella inconstante, hudba Johann Gottlieb Naumann, 1773
- La clemenza di Tito, hudba Josef Mysliveček, 1774
- Ipermestra, hudba Johann Gottlieb Naumann, 1774
- Olimpiade, hudba Pasquale Anfossi, 1774
- Demofoonte, hudba Giovanni Paisiello, 1775
- Artaserse, hudba Giovanni Battista Borghi, 1775
- Aristo e Temira, hudba Ferdinando Bertoni, 1776
- Orfeo ed Euridice, hudba Ferdinando Bertoni, 1776
- Antigona, hudba Michele Mortellari, 1776
- Creonte, hudba Dmitrij Bortňanskij, 1776
- Telemaco ed Eurice nell'isola di Calipso, hudba Ferdinando Bertoni, 1776
- Eumene, hudba Giovanni Battista Borghi, 1777
- Caio Mario, hudba Carlo Monza, 1777
- Alessandro nell'Indie, hudba Luigi Marescalchi, 1778
- Vologeso re de' Parti, hudba Giacomo Rust, 1778
- La Circe, hudba Josef Mysliveček, 1779
- Adriano in Siria, hudba Felice Alessandri, 1779
- Armida abbandonata, hudba Ferdinando Bertoni, 1780
- Giulia Sabino, hudba Giuseppe Sarti, 1781
- Cajo Mario, hudba Ferdinando Bertoni, 1781
- Arbace, hudba Giovanni Battista Borghi, 1782
- Artemisia, hudba Giuseppe Callegari, 1782
- Zamira, hudba Pasquale Anfossi, 1782
- Attalo, re di Bitinia, hudba Giuseppe Sarti, 1782
- Piramo e Tisbe, hudba Francesco Bianchi, 1783
- Eumene, hudba Ferdinando Bertoni, 1783
- Osmane, hudba Giuseppe Giordani, 1784
- Il disertore, hudba Francesco Bianchi, 1784
- Ademira, hudba Andrea Luchesi, 1784
- Ricimero, hudba Niccolò Antonio Zingarelli, 1785
- Alessandro nell'Indie, hudba Francesco Bianchi, 1785
- Alonso e Cora, hudba Francesco Bianchi, 1786
- Circe, hudba Giuseppe Gazzaniga, 1786
- Demofoonte, hudba Alessio Prati, 1786
- L'orfano cinese, hudba Francesco Bianchi, 1787
- Calto, hudba Francesco Bianchi, 1788
- Agesilao, re di Sparta, hudba Gaetano Andreozzi, 1788
- Arminio, hudba Gaetano Andreozzi, 1788
- Arsace, hudba Pietro Alessandro Guglielmi, 1788
- Rinaldo, hudba Pietro Alessandro Guglielmi, 1789
- Zenobia di Palmira, hudba Pasquale Anfossi, 1789
- Aspasia, hudba Giuseppe Giordani, 1790
- Teodolinda, hudba Francesco Gardi, 1790
- L'apoteosi d'Ercole, hudba Angelo Tarchi, 1790
- Angelica e Medoro, hudba Ferdinando Bertoni, 1791
- Catone in Utica, hudba Peter Winter, 1791
- Seleuco, re di Siria, hudba Francesco Bianchi, 1791
- Il sacrifizio di Creta, ossia Arianna e Teseo, hudba Peter Winter, 1792
- Aci e Galatea, hudba Francesco Bianchi, 1792
- Eugenia, hudba Sebastiano Nasolini, 1792
- Dorval e Virginia, hudba Angelo Tarchi, 1793
- Gl'innamorati, hudba Sebastiano Nasolini a Vittorio Trento, 1793
- I fratelli rivali, hudba Peter Winter, 1793
- Amore la vince, hudba Sebastiano Nasolini, 1793
- Belisa, ossia La fedeltà riconosciuta, hudba Peter Winter, 1794
- Oro non compra amore, ossia Il barone di Moscabianca, hudba Luigi Caruso, 1794
- I raggiri fortunati, hudba Sebastiano Nasolini, 1795
- La pupilla scaltra, hudba Pietro Alessandro Guglielmi, 1795
- Merope, hudba Sebastiano Nasolini, 1796
- Gl'Indiani, hudba Sebastiano Nasolini, 1796
- Zaira, hudba Sebastiano Nasolini, 1797
- Fernando nel Messico, hudba Marcos António Portugal, 1798
- Adriano in Siria, hudba Johann Simon Mayr, 1798
- Le tre orfanelle, o sia La scuola di musica, hudba Marcello Bernardini, 1798
- Melinda, hudba Sebastiano Nasolini, 1798
- Che originali!, hudba Johann Simon Mayr, 1798
- Amor ingegnoso, hudba Johann Simon Mayr, 1798
- L'ubbidienza per astuzia, hudba Johann Simon Mayr, 1798
- Non irritar le donne, ossia Il chiamantesi filosofo, hudba Marcos António Portugal, 1798

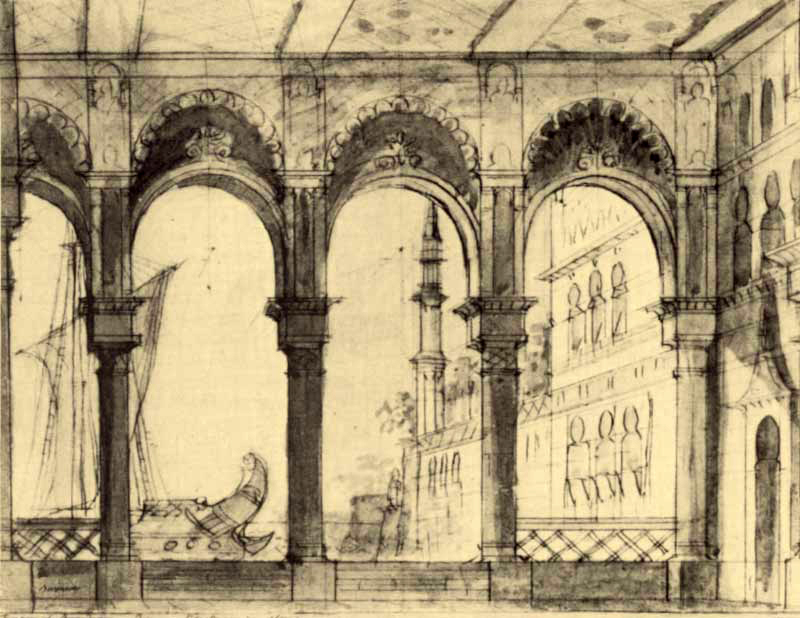
Scéna Francescy Bagnary pro divadlo San Benedetto (Gioachino Rossini: Italka v Alžíru, 1826)

- Le quattro mogli, hudba Gaetano Marinelli, 1799
- Il contravveleno, hudba Francesco Gardi, 1799
- Bajazette, hudba Gaetano Marinelli, 1799
- Labino e Carlotta, hudba Johann Simon Mayr, 1799
- L'avaro, hudba Johann Simon Mayr, 1799
- La pazza giornata, ovvero Il matrimonio di Figaro, hudba Marcos António Portugal, 1799
- La testa riscaldata, hudba Ferdinando Paer, 1800
- La sonnambula, hudba Ferdinando Paer, 1800
- L'unione mal pensata, hudba Andrea Basili, 1801
- Diritto e rovescio, ovvero Una della solite trasformazioni nel mondo, hudba Francesco Gardi, 1801
- Adelaide e Tebaldo, hudba Raffaele Orgitano, 1801
- Il convitato di Pietra, hudba Francesco Gardi, 1802
- I castelli in aria, ossia Gli amanti per accidente, hudba Johann Simon Mayr, 1802
- Guerra con tutti, ovvero Danari e ripieghi, hudba Francesco Gardi, 1803
- Il fiore, ossia Il matrimonio per svenimento, hudba Ferdinando Orlandi, 1803
- Pamela nubile, hudba Pietro Generali, 1804
- Elisa, ossia Il monte San Bernardo, hudba Johann Simon Mayr, 1804
- Un buco nella di porta, hudba Francesco Gardi, 1804
- La donna selvaggia, hudba Carlo Coccia, 1813
- L'italiana in Algeri, hudba Gioachino Rossini, 1813
- Clotilde, hudba Carlo Coccia, 1815
- Etelinda, hudba Carlo Coccia, 1816
- Malvina, hudba Nicola Vaccai, 1816
- L'ingenua, hudba Giovanni Pacini, 1816
- Il lupo di Ostenda, ossia L'innocenza salvata dalla colpa, hudba Nicola Vaccai, 1818
- La sposa fedele, hudba Giovanni Pacini, 1819
- Eduardo e Cristina, hudba Gioachino Rossini, 1819
- Il Ferramondo, hudba Antonio Buzzolla, 1836
- Emma di Resburgo, hudba Giacomo Meyerbeer, 1819
- Monsieur de Chalumeaux, hudba Federico Ricci, 1835
- Ida della Torre, hudba Alessandro Nini, 1837
- Mastino I della Scala, hudba Antonio Buzzolla, 1841
- Crispino e la comare, hudba Federico Ricci a Luigi Ricci, 1850
- I due ritratti, hudba Luigi Ricci, 1850